# حمله آی‌آرلیکس به بانک‌های ایران
در ماه اوت ۲۰۲۴، یک گروه هکری به نام آی‌آرلیکس (IRLeaks) به بانک‌های ایرانی حمله سایبری کرد. این گروه سابقه هک کردن شرکت‌های ایرانی را دارد. روزنامه پلیتیکو این حمله را به عنوان «بزرگ‌ترین حمله سایبری» در تاریخ ایران توصیف کرد.
به گزارش پولیتیکو، دولت ایران مجبور شد میلیون‌ها دلار به آی‌آر لیکس به عنوان باج پرداخت کند. پولیتیکو گزارش داد که ۲۰ از حدود ۲۹ مؤسسه اعتباری ایرانی در این حمله آسیب دیدند. بانک مرکزی ایران، پست بانک ایران و بانک صنعت و معدن از جمله بانک‌هایی بودند که در این حمله مورد هدف قرار گرفتند.

## شرح حمله
آی‌آر لیکس در حمله خود داده‌های میلیون‌ها مشتری ایرانی از جمله جزئیات کارت اعتباری آن‌ها را جمع‌آوری کرد. آی‌آر لیکس قصد داشت داده‌های آن‌ها را در دارک وب به قیمت ۱۰ میلیون دلار بفروشد. ایران مجبور شد دستگاه‌های خودپرداز را در کشور مسدود کند. بر اساس گزارش وب‌سایت DarkReading، یادداشت‌هایی در دستگاه‌های خودپرداز مسدود شده قرار داده شده بود که می‌گفت: «مشتریان عزیز، امکان برداشت پول از بانک وجود ندارد زیرا تمام بودجه و منابع ملی ایران در جنگ به نفع رژیم فاسد جمهوری اسلامی سرمایه‌گذاری شده است.»
هکرها از طریق یک شرکت توسعه نرم‌افزاری به نام «توسن» به بانک‌ها دسترسی پیدا کردند. در وب‌سایت سایبر اسکاپ، مکاتبات ایمیلی بین مدیرعامل شرکت توسن، آرش بابایی، و گروه آی‌آر لیکس منتشر شده است که در آن‌ها دربارهٔ مبلغ باج و نحوه انتقال آن بحث می‌کنند. شرکت ایرانی به هکرها حداقل ۳ میلیون دلار به آی‌آر لیکس پرداخت کرد تا حمله را متوقف کرده و داده‌ها را بازپس گیرد.
۲۰ از ۲۹ بانک ایرانی از جمله بانک سرمایه، پست بانک ایران، بانک ایران زمین، بانک صنعت و معدن، بانک شهر، بانک مشترک ایران و ونزوئلا، بانک دی، بانک اقتصاد نوین، بانک قرض‌الحسنه مهر ایران آسیب دیدند. بانک سامان، یک بانک بین‌المللی با شعباتی در ایتالیا و آلمان نیز مورد حمله قرار گرفت.

## پیامدهای حمله
دولت ایران با گروه آی‌آر لیکس توافق کرد تا اطلاعات سرقت شده را بازپس گیرد. ایران این کار را انجام داد تا از فروپاشی سیستم مالی سیری‌ناپذیر خود جلوگیری کند، زیرا نگران بود که اگر ایرانیان از شکنندگی شبکه داده‌های خود آگاه شوند، این سیستم ضعیف‌تر شود.
سیستم مالی ایران با وام‌های دولتی و عدم سرمایه‌گذاری مشخص می‌شود. به دلیل بی‌ثباتی مالی، مشتریان بانک‌های ایرانی در معرض خطر ورشکستگی بانک‌ها هستند. اقتصاد ایران نیز تحت فشار تحریم‌های بین‌المللی است و از نرخ تورم سالانه حدود ۴۰ درصد رنج می‌برد.

## اتهامات مربوط به مسئولیت حمله
رهبر جمهوری اسلامی، سید علی خامنه‌ای، در روزی که خبر در مورد وقوع حمله بسیار گسترده سایبری به سامانه بانکی ایران منتشر شد گفت:
«هدف دشمن گسترش جنگ روانی است تا ما را به عقب‌نشینی سیاسی و اقتصادی سوق دهد و به اهدافش دست یابد.»
پلیتیکو اظهار داشت که احتمال دخالت اسرائیل یا آمریکا وجود دارد به دلیل تنش‌ها با اسرائیل و همچنین متهم کردن ایران توسط آمریکایی‌ها به دخالت در انتخابات ۲۰۲۴ آمریکا. پلیتیکو همچنین اظهار داشت که این گروه از هکرهای آزاد تشکیل شده و احتمالاً این حمله به منظور کسب سود مالی انجام شده است.